# Rayo Vallecano de Madrid
El Rayo Vallecano de Madrid és un club de futbol del barri de Vallecas, a la ciutat de Madrid.

## Història

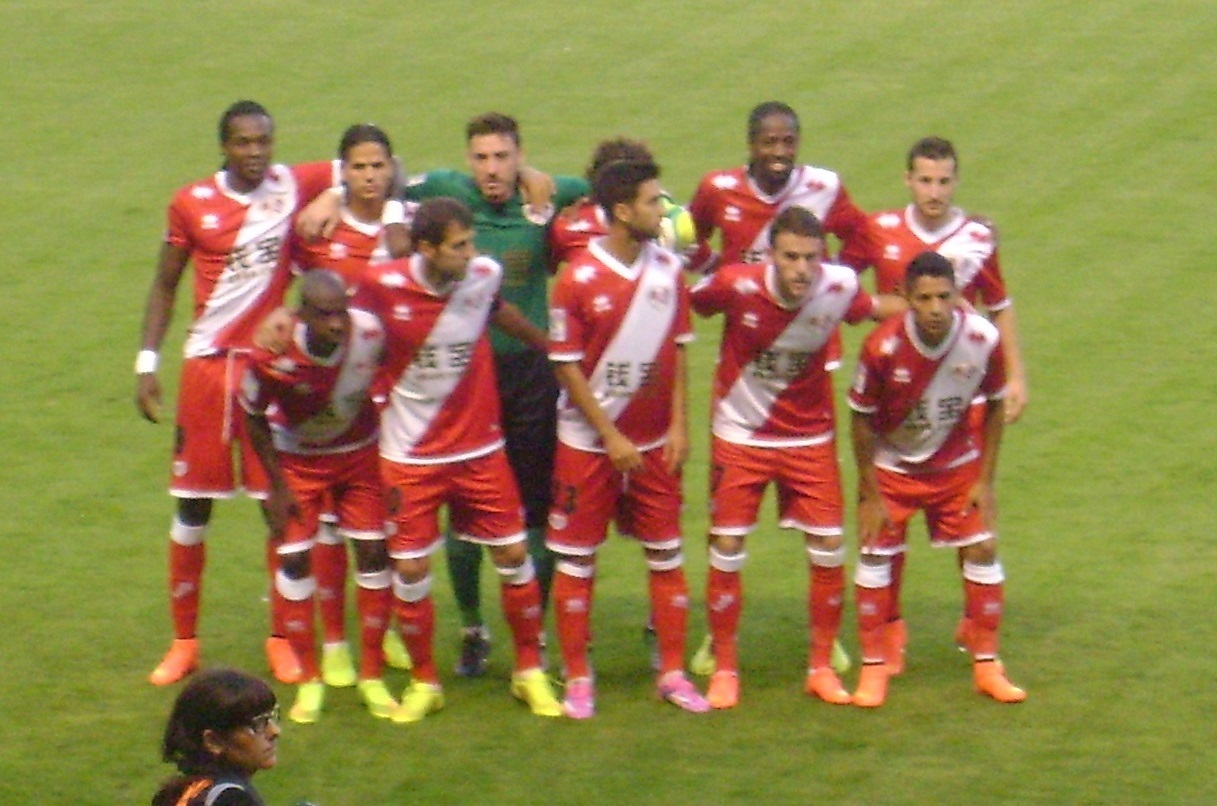
Alineació del Rayo Vallecano

El club es fundà el 29 de maig de 1924 amb el nom Agrupación Deportiva El Rayo. Des de 1931 fins a 1936 participà en el campionat de la Federació Obrera de Futbol. Ingressà a la Federació Castellana de Futbol en finalitzar la Guerra Civil el 1939.
El 13 de novembre de 1947 s'acordà canviar el nom del club a Agrupación Deportiva Rayo Vallecano. A més, es decidí utilitzar l'escut de l'ajuntament de Vallecas. A partir de 1949, amb un acord amb l'Atlètic de Madrid, afegí al seu uniforme l'actual franja vermella creuada a la seva samarreta.
El 1992, en convertir-se en Societat Anònima Esportiva, l'empresari José María Ruíz-Mateos comprà la major part de les accions i es convertí en president del club. El 1994 el succeí la seva dona, María Teresa Rivero Sánchez-Romate. L'estadi, anomenat originàriament Estadi de Vallecas, va portar el nom de Teresa Rivero fins a la fi de la dècada del 2000.
El 17 de febrer de 2011, va iniciar un concurs de creditors, juntament amb el conglomerat d'empreses de Nueva Rumasa. El maig, Raúl Martín Presa va prendre el control del club, quan va comprar la major part d'accions de l'entitat.
El 21 de maig de 2011, després de l'empat entre el Celta de Vigo i l'Elx a Balaídos, l'equip va certificar el seu ascens a la Primera Divisió. Al 2016, l'equip torna a Segona.

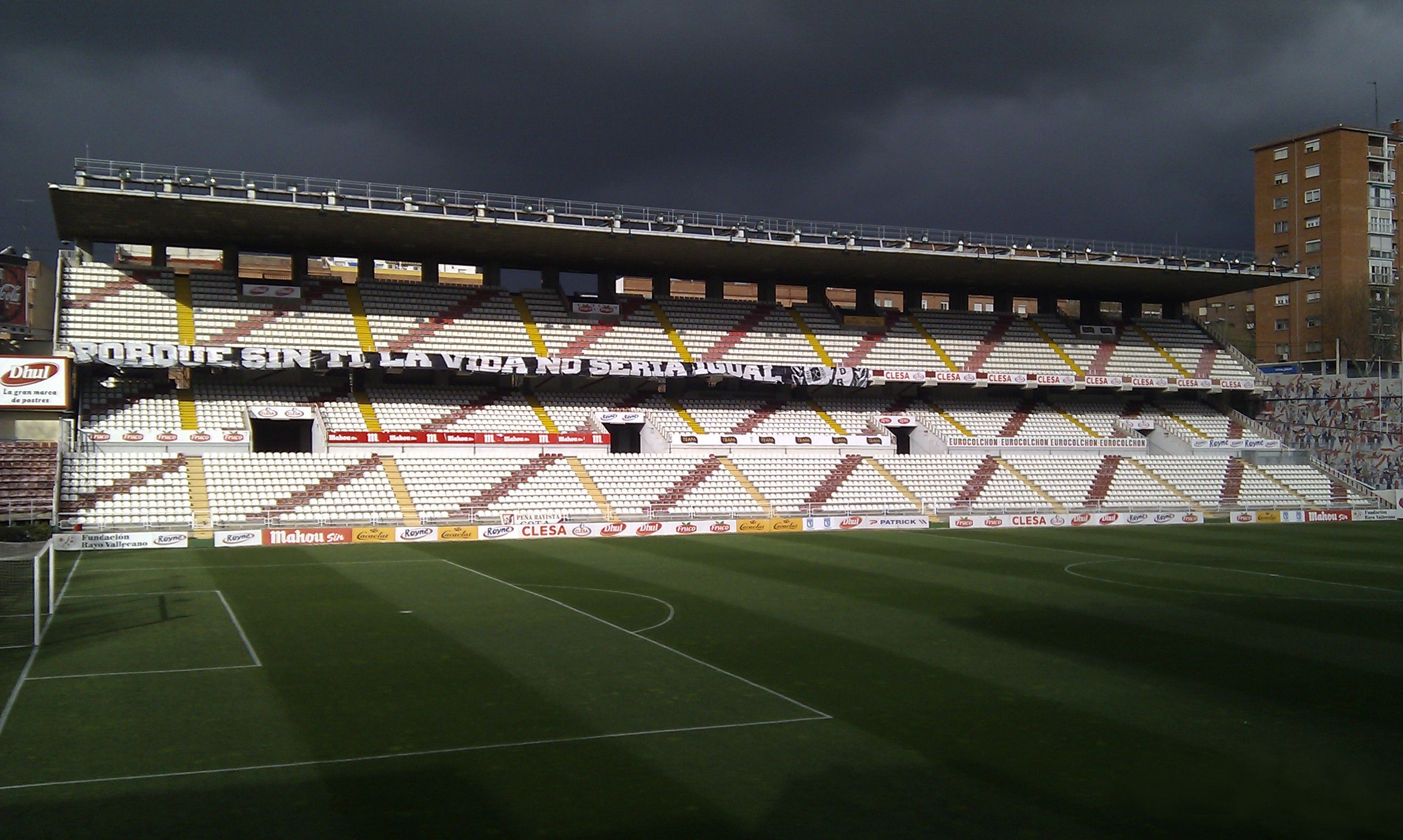
Estadi de Vallecas

## Estadi
- Capacitat: 14.708 espectadors asseguts.
- Dimensions: 102x64 metres.
- Inauguració: 10 de maig de 1976.

## Plantilla 2025-26
A 21 juliol 2025 
| N. | Pos. | Nac. | Jugador                              |
| -- | ---- | --- | ------------------------------------ |
| 1  | POR  | [[Fitxer:Flag of Catalonia.svg\|23x15px\|border \|alt=Catalunya\|link=Selecció de futbol de Catalunya\|{{#if:\|]]   | Dani Cárdenas                        |
| 2  | DEF  | [[Fitxer:Flag of Romania.svg\|23x15px\|border \|alt=Romania\|link=Selecció de futbol de Romania\|{{#if:\|]]         | Andrei Rațiu                         |
| 3  | DEF  | [[Fitxer:Flag of Catalonia.svg\|23x15px\|border \|alt=Catalunya\|link=Selecció de futbol de Catalunya\|{{#if:\|]]   | Pep Chavarría                        |
| 4  | MIG  | [[Fitxer:Flag of Spain.svg\|23x15px\|border \|alt=Espanya\|link=Selecció de futbol d'Espanya\|{{#if:\|]]            | Pedro Díaz                           |
| 5  | DEF  | [[Fitxer:Flag of Italy.svg\|23x15px\|border \|alt=Itàlia\|link=Selecció de futbol d'Itàlia\|{{#if:\|]]              | Luiz Felipe                          |
| 6  | MIG  | [[Fitxer:Flag of Senegal.svg\|23x15px\|border \|alt=Senegal\|link=Selecció de futbol del Senegal\|{{#if:\|]]        | Pathé Ciss                           |
| 7  | MIG  | [[Fitxer:Flag of Spain.svg\|23x15px\|border \|alt=Espanya\|link=Selecció de futbol d'Espanya\|{{#if:\|]]            | Isi Palazón (3r capità)              |
| 8  | MIG  | [[Fitxer:Flag of Argentina.svg\|23x15px\|border \|alt=Argentina\|link=Selecció de futbol de l'Argentina\|{{#if:\|]] | Óscar Trejo (capità)                 |
| 10 | DAV  | [[Fitxer:Flag of Spain.svg\|23x15px\|border \|alt=Espanya\|link=Selecció de futbol d'Espanya\|{{#if:\|]]            | Sergio Camello                       |
| 11 | DAV  | [[Fitxer:Flag of Angola.svg\|23x15px\|border \|alt=Angola\|link=Selecció de futbol d'Angola\|{{#if:\|]]             | Randy Nteka                          |
| 13 | POR  | [[Fitxer:Flag of Argentina.svg\|23x15px\|border \|alt=Argentina\|link=Selecció de futbol de l'Argentina\|{{#if:\|]] | Augusto Batalla                      |
| 15 | MIG  | [[Fitxer:Flag of Catalonia.svg\|23x15px\|border \|alt=Catalunya\|link=Selecció de futbol de Catalunya\|{{#if:\|]]   | Gerard Gumbau (cedit pel Granada CF) |

| N. | Pos. | Nac. | Jugador                    |
| -- | ---- | --- | -------------------------- |
| 16 | DEF  | [[Fitxer:Flag of Ghana.svg\|23x15px\|border \|alt=Ghana\|link=Selecció de futbol de Ghana\|{{#if:\|]]                           | Abdul Mumin                |
| 17 | MIG  | [[Fitxer:Flag of Spain.svg\|23x15px\|border \|alt=Espanya\|link=Selecció de futbol d'Espanya\|{{#if:\|]]                        | Unai López                 |
| 18 | MIG  | [[Fitxer:Flag of Spain.svg\|23x15px\|border \|alt=Espanya\|link=Selecció de futbol d'Espanya\|{{#if:\|]]                        | Álvaro García              |
| 19 | DAV  | [[Fitxer:Flag of Spain.svg\|23x15px\|border \|alt=Espanya\|link=Selecció de futbol d'Espanya\|{{#if:\|]]                        | Jorge de Frutos            |
| 20 | DEF  | [[Fitxer:Flag of Albania.svg\|23x15px\|border \|alt=Albània\|link=Selecció de futbol d'Albània\|{{#if:\|]]                      | Ivan Balliu                |
| 21 | DAV  | [[Fitxer:Flag of Cameroon.svg\|23x15px\|border \|alt=Camerun\|link=Selecció de futbol del Camerun\|{{#if:\|]]                   | Etienne Eto'o              |
| 22 | DEF  | [[Fitxer:Flag of Uruguay.svg\|23x15px\|border \|alt=Uruguai\|link=Selecció de futbol de l'Uruguai\|{{#if:\|]]                   | Alfonso Espino             |
| 23 | MIG  | [[Fitxer:Flag of Spain.svg\|23x15px\|border \|alt=Espanya\|link=Selecció de futbol d'Espanya\|{{#if:\|]]                        | Óscar Valentín (2n capità) |
| 24 | DEF  | [[Fitxer:Flag of France (1794–1815, 1830–1974).svg\|23x15px\|border \|alt=França\|link=Selecció de futbol de França\|{{#if:\|]] | Florian Lejeune            |
| 27 | DEF  | [[Fitxer:Flag of Spain.svg\|23x15px\|border \|alt=Espanya\|link=Selecció de futbol d'Espanya\|{{#if:\|]]                        | Pelayo Fernández           |
| 29 | MIG  | [[Fitxer:Flag of Spain.svg\|23x15px\|border \|alt=Espanya\|link=Selecció de futbol d'Espanya\|{{#if:\|]]                        | Diego Méndez               |

Els equips de la lliga espanyola estan limitats a tenir en la plantilla un màxim de tres jugadors sense passaport de la Unió Europea. La llista inclou només la principal nacionalitat de cada jugador, o aquella que correspongui a la selecció amb la qual juga internacionalment; alguns jugadors no europeus tenen doble nacionalitat d'algun país de la UE:

### Equip filial
| N. | Pos. | Nac. | Jugador           |
| -- | ---- | --- | ----------------- |
| 26 | DEF  | [[Fitxer:Flag of Spain.svg\|23x15px\|border \|alt=Espanya\|link=Selecció de futbol d'Espanya\|{{#if:\|]] | Marco de las Sías |
| 28 | MIG  | [[Fitxer:Flag of Spain.svg\|23x15px\|border \|alt=Espanya\|link=Selecció de futbol d'Espanya\|{{#if:\|]] | Samu Becerra      |

### Cedits a altres equips
| N. | Pos. | Nac. | Jugador                                                  |
| -- | ---- | --- | -------------------------------------------------------- |
| —  | POR  | [[Fitxer:Flag of Spain.svg\|23x15px\|border \|alt=Espanya\|link=Selecció de futbol d'Espanya\|{{#if:\|]] | Miguel Morro (al Leixões SC fins al 30 de juny de 2026)  |
| —  | DAV  | [[Fitxer:Flag of Spain.svg\|23x15px\|border \|alt=Espanya\|link=Selecció de futbol d'Espanya\|{{#if:\|]] | Raúl de Tomás (a l'Al-Wakrah fins al 30 de juny de 2026) |

### Staff tècnic
| Posició               | Personal                         |
| --------------------- | -------------------------------- |
| Entrenador            | Iñigo Pérez                      |
| Segon entrenador      | Adrián López                     |
| Utiller               | José Vargas Kiko Jiménez         |
| Delegat               | Miguel Ortiz                     |
| Entrenador de porters | Pedro Moncayo                    |
| Analista              | Óscar Díaz                       |
| Rehabilitació         | Sergio Vázquez                   |
| Fisioterapeuta        | Marcos Marín Miguel Ángel Martín |
| Metge                 | Carlos Beceiro Giovanni Mazzocca |

Darrera actualització: September 2022
Font: Rayo Vallecano